# Wittmoldt
Wittmoldt est une petite commune allemande du Schleswig-Holstein, située dans l'arrondissement de Plön, au nord-ouest de la ville de Plön, sur la rive droite de la Schwentine. Wittmoldt fait partie de l'Amt Großer Plöner See qui regroupe dix communes entourant le lac Großer Plöner See.